# Мелинген
Мелинген (нем. Mehlingen) — община в Германии, в земле Рейнланд-Пфальц.
Входит в состав района Кайзерслаутерн. Подчиняется управлению Энкенбах-Альзенборн. Население составляет 3849 человек (на 31 декабря 2010 года). Занимает площадь 21,92 км².
Коммуна подразделяется на 4 сельских округа.

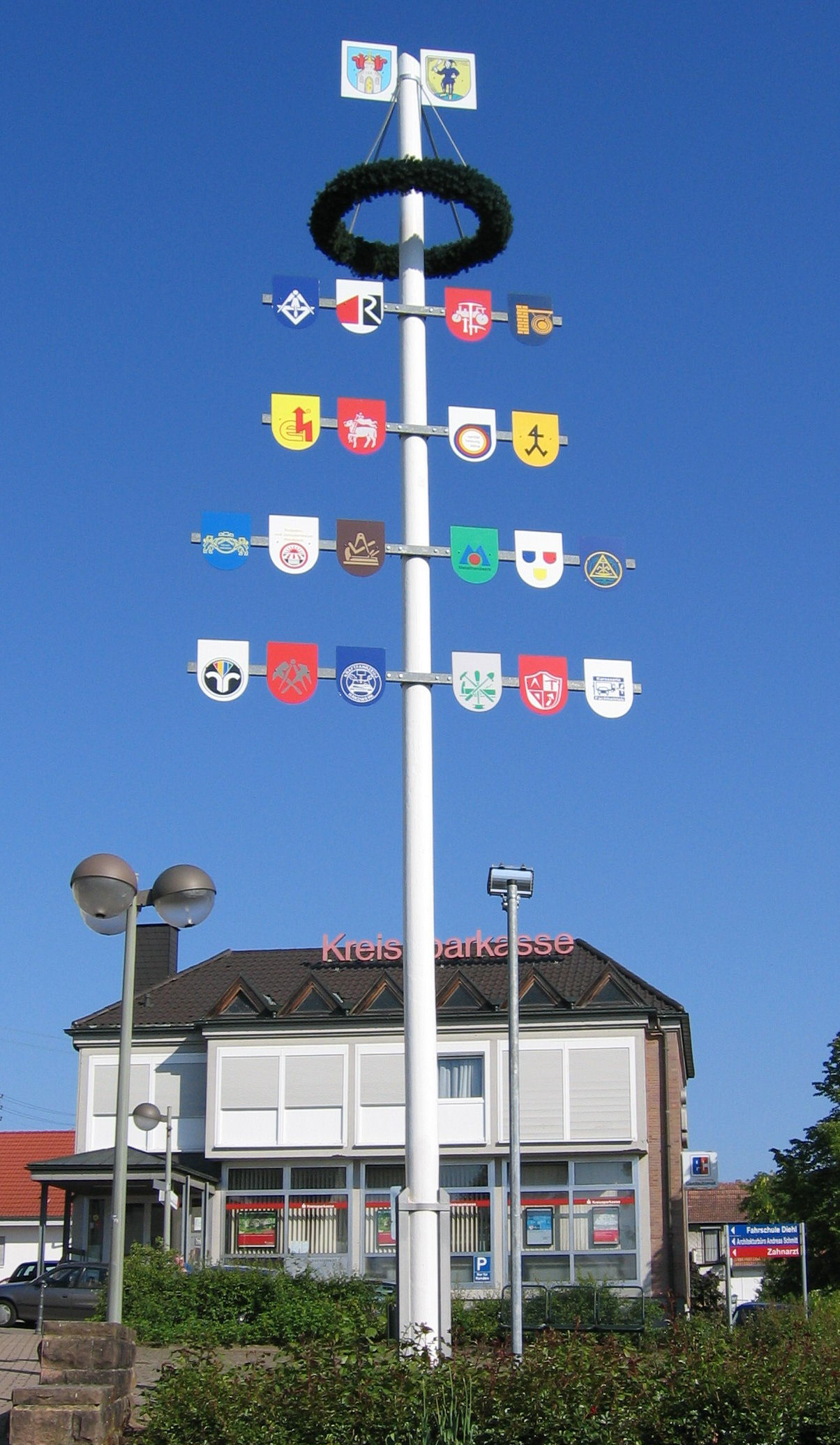
Мелинген
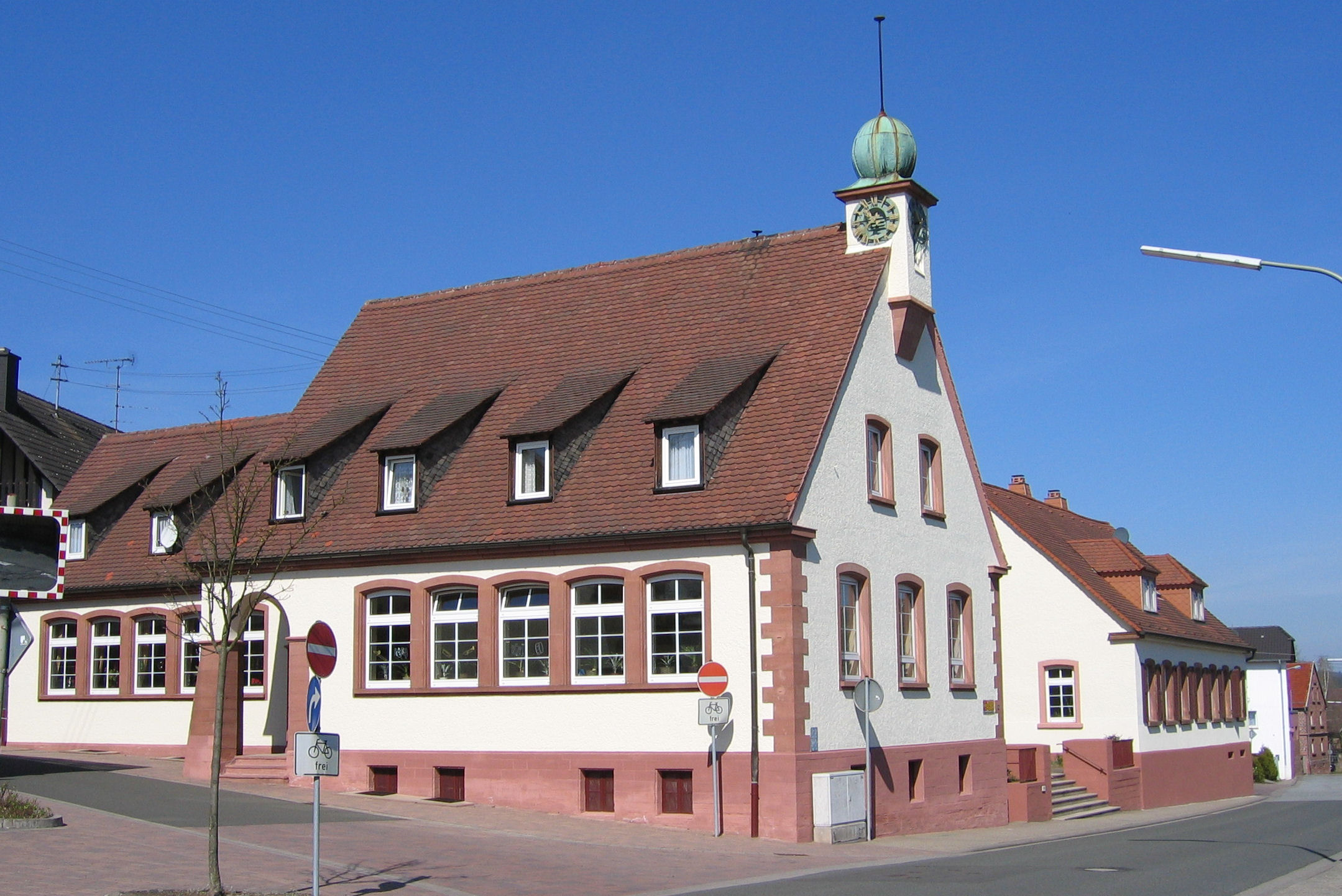
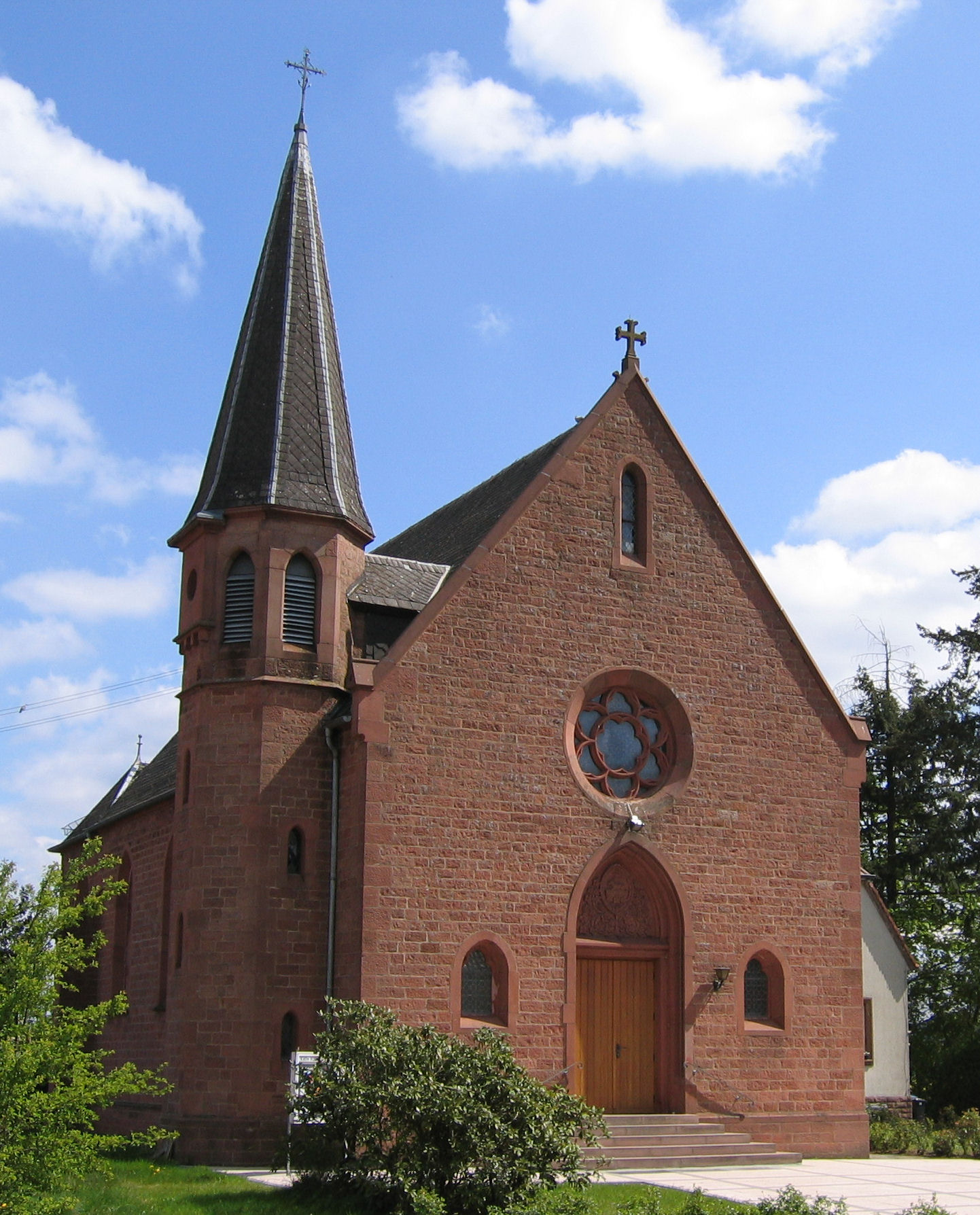
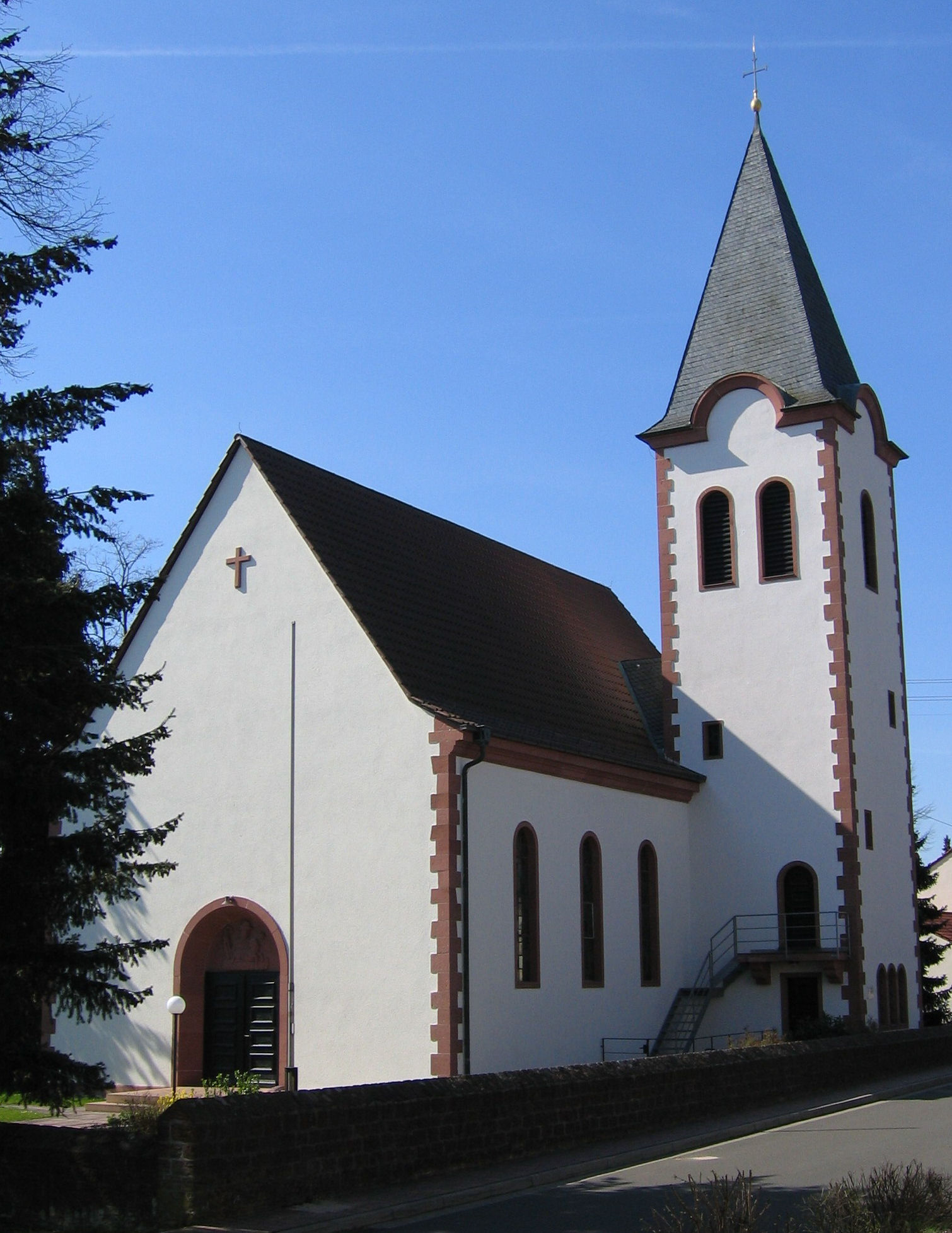